# Gran Premio di Chiasso 2003
Il Gran Premio di Chiasso 2003, nona edizione della corsa, si svolse il 1º marzo su un percorso di 166 km, con partenza e arrivo a Chiasso. Fu vinto dall'italiano Giuliano Figueras della Ceramiche Panaria-Fiordo davanti ai suoi connazionali Mirko Celestino e Giuseppe Palumbo.

## Ordine d'arrivo (Top 10)
| Pos. | Corridore         | Squadra                  | Tempo    |
| ---- | ----------------- | ------------------------ | -------- |
| 1    | Giuliano Figueras | Ceramiche Panaria-Fiordo | 4h06'48" |
| 2    | Mirko Celestino   | Saeco                    | s.t.     |
| 3    | Giuseppe Palumbo  | De Nardi                 | s.t.     |
| 4    | Paolo Bossoni     | Vini Caldirola           | s.t.     |
| 5    | Cédric Vasseur    | Cofidis                  | s.t.     |
| 6    | Markus Zberg      | Gerolsteiner             | s.t.     |
| 7    | Davide Rebellin   | Gerolsteiner             | s.t.     |
| 8    | Jens Voigt        | Crédit Agricole          | s.t.     |
| 9    | Laurent Lefèvre   | Jean Delatour            | s.t.     |
| 10   | Laurent Brochard  | Ag2r Prévoyance          | s.t.     |